# Эбберн, Робин
Робин Энн Эбберн (англ. Robyn Ann Ebbern, в замужестве Винченци, англ. Vincenzi; род. 2 июля 1944) — австралийская теннисистка-любительница. Победительница трёх и финалистка шести турниров Большого шлема в женском и смешанном парных разрядах (один финал в смешанном парном разряде, в 1965 году, не был сыгран и победителями в отдельных источниках названы обе пары, победившие в полуфиналах).

## Игровая карьера
Начала участвовать во взрослых турнирах с конца 1959 года. В 1960 году дебютировала в чемпионате Австралии и завоевала первые титулы в турнирах менее высокого ранга. В 1961 году стала полуфиналисткой чемпионата Австралии, проиграв там действующей чемпионке Маргарет Смит, и впервые приняла участие в остальных турнирах Большого шлема — чемпионатах Франции и США и Уимблдонском турнире.
В 1962 году в паре со Смит выиграла чемпионат Австралии. На следующий год австралийская пара сыграла в финалах всех четырёх турниров Большого шлема, выиграв два из них (чемпионат Австралии во второй раз и чемпионат Франции). На Уимблдоне и в чемпионате США им противостояла одна и та же пара — Мария Буэно и Дарлин Хард, разделившая с ними титулы. В одиночном разряде Эбберн вторично дошла до полуфинала чемпионата Австралии, снова проиграв там Смит, а на чемпионате Франции пробилась в четвертьфинал, где уступила Кристин Трумэн.
В 1964 году побывала в четвертьфиналах остальных двух турниров Большого шлема в одиночном разряде, и на Уимблдоне, и в чемпионате США проиграв Буэно. В ходе европейского турне проигрывала в полуфиналах в Риме и Гштаде Лесли Тёрнер, а в Гамбурге — Буэно. В этом и следующем году ещё дважды доходила до финала чемпионата Австралии в женском парном разряде (сначала со Смит, а затем с американкой Билли Джин Моффитт). По итогам 1964 года была включена в список десяти лучших теннисисток мира, составлявшийся газетой Daily Telegraph, на девятом месте. В 1965 и 1966 годах также дважды подряд выходила в финал этого турнира в миксте. Первый финал, куда с Эбберн пробился Оуэн Дэвидсон, не состоялся, а во втором Эбберн и Билл Боури проиграли Джуди Тегарт и Тони Рочу. В списке победителей на сайте Открытого чемпионата Австралии чемпионами 1965 года значатся обе пары, прошедшие в финал в смешанном парном разряде.
Завершила выступления в 1966 году. Вышла замуж за Эдварда Джона Винченци в апреле 1968 года.

## Финалы турниров Большого шлема за карьеру

### Женский парный разряде (3-4)
| Результат | Год  | Турнир                  | Покрытие | Партнёрша          | Соперницы в финале              | Счёт в финале |
| --------- | ---- | ----------------------- | -------- | ------------------ | ------------------------------- | ------------- |
| Победа    | 1962 | Чемпионат Австралии     | Трава    | Маргарет Смит      | Мэри Картер-Рейтано Дарлин Хард | 6-4 6-4       |
| Победа    | 1963 | Чемпионат Австралии (2) | Трава    | Маргарет Смит      | Джен Леэйн Лесли Тёрнер         | 6-1 6-3       |
| Поражение | 1963 | Чемпионат Франции       | Грунт    | Маргарет Смит      | Рене Схюрман Энн Хейдон-Джонс   | 5-7 4-6       |
| Поражение | 1963 | Уимблдонский турнир     | Трава    | Маргарет Смит      | Мария Буэно Дарлин Хард         | 6-8 7-9       |
| Победа    | 1963 | Чемпионат США           | Трава    | Маргарет Смит      | Мария Буэно Дарлин Хард         | 4-6 10-8 6-3  |
| Поражение | 1964 | Чемпионат Австралии     | Трава    | Маргарет Смит      | Джуди Тегарт Лесли Тёрнер       | 4-6 4-6       |
| Поражение | 1965 | Чемпионат Австралии     | Трава    | Билли Джин Моффитт | Маргарет Смит Лесли Тёрнер      | 6-1 2-6 3-6   |

### Смешанный парный разряд (0-1-1)
| Результат | Год  | Турнир              | Покрытие | Партнёр       | Соперники в финале         | Счёт в финале |
| --------- | ---- | ------------------- | -------- | ------------- | -------------------------- | ------------- |
| Не сыгран | 1965 | Чемпионат Австралии | Трава    | Оуэн Дэвидсон | Маргарет Смит Джон Ньюкомб | Не сыгран     |
| Поражение | 1966 | Чемпионат Австралии | Трава    | Билл Боури    | Джуди Тегарт Тони Роч      | 1-6 3-6       |